# Дейвид Огдън Стиърс
Дейвид Алън Огдън Стиърс (на английски: David Allen Ogden Stiers) е американски актьор и диригент, известен с множество участия в Бродуей и най-вече с ролята си на Фелдман в представлението „Магическото шоу“, където играе между 1974 и 1978 г.

## Биография
Дейвид Алън Огдън Стиърс е роден на 31 октомври 1942 г. в Пеория, Илинойс, син на Маргарет Елизабет и Кенет Труман Стиърс, и израства в Пеория Хайтс и Урбана, Илинойс.
Семейството му се мести в Юджийн, Орегон, където той завършва гимназията „Норт Юджийн“. Стиърс учи в Орегонския университет, преди да се премести в Джулиард, където завършва през 1972 г.

## Актьорска кариера
Първата роля на Стиърс на Бродуей е Фелдман в пиесата „Магическото шоу“ през 1974 г. Измежду другите спектакли с негово участие са „Три сестри“ и „Просешка опера“.
По същото време има епизодични роли в сериали като „Шоуто на Мери Тайлър Мор“, „Коджак“ и „Ангелите на Чарли“.
От 1977 до 1983 г. играе ролята на Майор Чарлс Емерсън Уинчестър трети в хитовия телевизионния сериал „Военнополева болница“, за която е номиниран за две награди „Еми“.
Освен неговите изяви в киното, телевизията и на театралната сцена, Стиърс озвучава множество анимационни герои на „Дисни“, измежду които Когсуърт в „Красавицата и Звяра“, губернатор Радклиф и Уигинс в „Покахонтас“, Архидякона в „Гърбушкото от Нотр Дам“, г-н Харкорт в „Атлантида: Изгубената империя“, д-р Джамба Чокиба в „Лило и Стич“ и „Лило и Стич: Сериалът“.

## Личен живот
Стиърс никога не сключва брак и публично разкрива, че е гей през 2009 г.
Дейвид Огдън Стиърс умира на 75-годишна възраст в Нюпорт (Орегон), Орегон на 3 март 2018 г.